# Rychlostní silnice S50 (Polsko)
Rychlostní silnice S50 je plánovaná polská rychlostní silnice. Rychlostní silnice byla přidána do sítě dálnic a rychlostních komunikací podle nařízení ze dne 24. září 2019. Rychlostní silnice bude součástí velkého tranzitního varšavského okruhu, jehož jižní část bude součástí plánované dálnice A50. Spojí plánované Letiště Solidarity s městem Mińsk Mazowiecki, kde se má napojit na již existující dálnici A2. Převezme dopravu z varšavské části rychlostní silnice S8, Trasy Armii Krajowej a z Toruňské trasy. Bude procházet Mazovským vojvodstvím a její celková délka bude 120 km.